# Турска на Светском првенству у атлетици на отвореном 2022.
Турска је на 18. Светском првенству у атлетици на отвореном 2022. одржаном у Јуџину  од 15. до 25. јула учествовала осамнаести пут, односно учествовала је на свим светским првенствима одржаним до данас. Према пријави репрезентацију Турске представљало је 7 атлетичара (3 мушкарца и 4 жене), који су се такмичили у 7 атлетских дисциплина (3 мушке и 4 женске).,
На овом првенству такмичари Турске нису освојили ниједну медаљу. У табели успешности према броју и пласману такмичара који су учествовали у финалним такмичењима (првих 8 такмичара) Турска је са 1 учесником у финалу делила 73. место са 1 бодом.
| Плас. | Земља  | 1. место | 2. место | 3. место | 4. место | 5. место | 6. место | 7. место | 8. место | Бр. финал. | Бод. |
| ----- | ------ | -------- | -------- | -------- | -------- | -------- | -------- | -------- | -------- | ---------- | ---- |
| =73.  | Турска | 0        | 0        | 0        | 0        | 0        | 0        | 0        | 1        | 1          | 1    |

## Учесници
| Мушкарци: - Микдат Севлер — 110 м препоне - Јасмани Копељо — 400 м препоне - Ерсу Шашма — Скок мотком | Жене: - Шилан Ајлдиз — 1.500 м - Мерјем Бекмез — 20 км ходање - Тугба Данисмаз — Троскок - Еда Тугсуз — Бацање копља |

## Резултати

### Мушкарци
| Атлетичар      | Дисциплина    | Лични рекорд | Квалификације   | Квалификације | Полуфинале           | Полуфинале           | Финале               | Финале       | Детаљи |
| Атлетичар      | Дисциплина    | Лични рекорд | Резултат        | Место         | Резултат             | Место                | Резултат             | Место        | Детаљи |
| -------------- | ------------- | ------------ | --------------- | ------------- | -------------------- | -------------------- | -------------------- | ------------ | ------ |
| Микдат Севлер  | 110 м препоне | 13,36 НР     | 13,61           | 6. у гр. 1    | Није се квалификовао | Није се квалификовао | Није се квалификовао | 26 / 38 (40) |        |
| Јасмани Копело | 400 м препоне | 47,81 НР     | 49,83 (.830) кв | 6. у гр. 4    | 51,49                | 7. у гр. 1           | Није се квалификовао | 22 / 35 (37) |        |
| Неџати Ер      | Троскок       | 17,37 НР     | 16,87 кв        | 6. у гр. Б    |                      |                      | 16,34                | 11 / 33      |        |
| Ерсу Шашма     | Скок мотком   | 5,80 НР      | 5,75 кв         | 4. у гр. Б    | 5,80 =НР, =ЛР        | 8 / 28 (32)          |                      |              |        |

### Жене
| Атлетичар      | Дисциплина   | Лични рекорд | Квалификације      | Квалификације      | Полуфинале            | Полуфинале            | Финале                | Финале       | Детаљи |
| Атлетичар      | Дисциплина   | Лични рекорд | Резултат           | Место              | Резултат              | Место                 | Резултат              | Место        | Детаљи |
| -------------- | ------------ | ------------ | ------------------ | ------------------ | --------------------- | --------------------- | --------------------- | ------------ | ------ |
| Шилан Ајлдиз   | 1.500 м      | 4:10,59      | 4:12,67            | 13. у гр. 1        | Није се квалификовала | Није се квалификовала | Није се квалификовала | 38 / 42      |        |
| Мерјем Бекмез  | 20 км ходање | 1:28:48 НР   |                    |                    |                       |                       | 1:33:27               | 18 / 36 (41) |        |
| Тугба Данисмаз | Троскок      | 14,09 НР     | 13,63              | 10. у гр. Б        |                       |                       | Није се квалификовала | 23 / 28      |        |
| Еда Тугсуз     | Бацање копља | 67,21 НР     | Без исправног хица | Без исправног хица | Није се квалификовала | Није се квалификовала |                       |              |        |